# 築地銀だこ
築地銀だこ（つきじぎんだこ）は、株式会社ホットランドホールディングス（英: HOTLAND HOLDINGS Co.,Ltd.）の子会社である株式会社ホットランド東日本と株式会社ホットランド西日本が運営する、たこ焼きを製造・販売するチェーン店。本項では運営会社についても記述する。

## 歴史

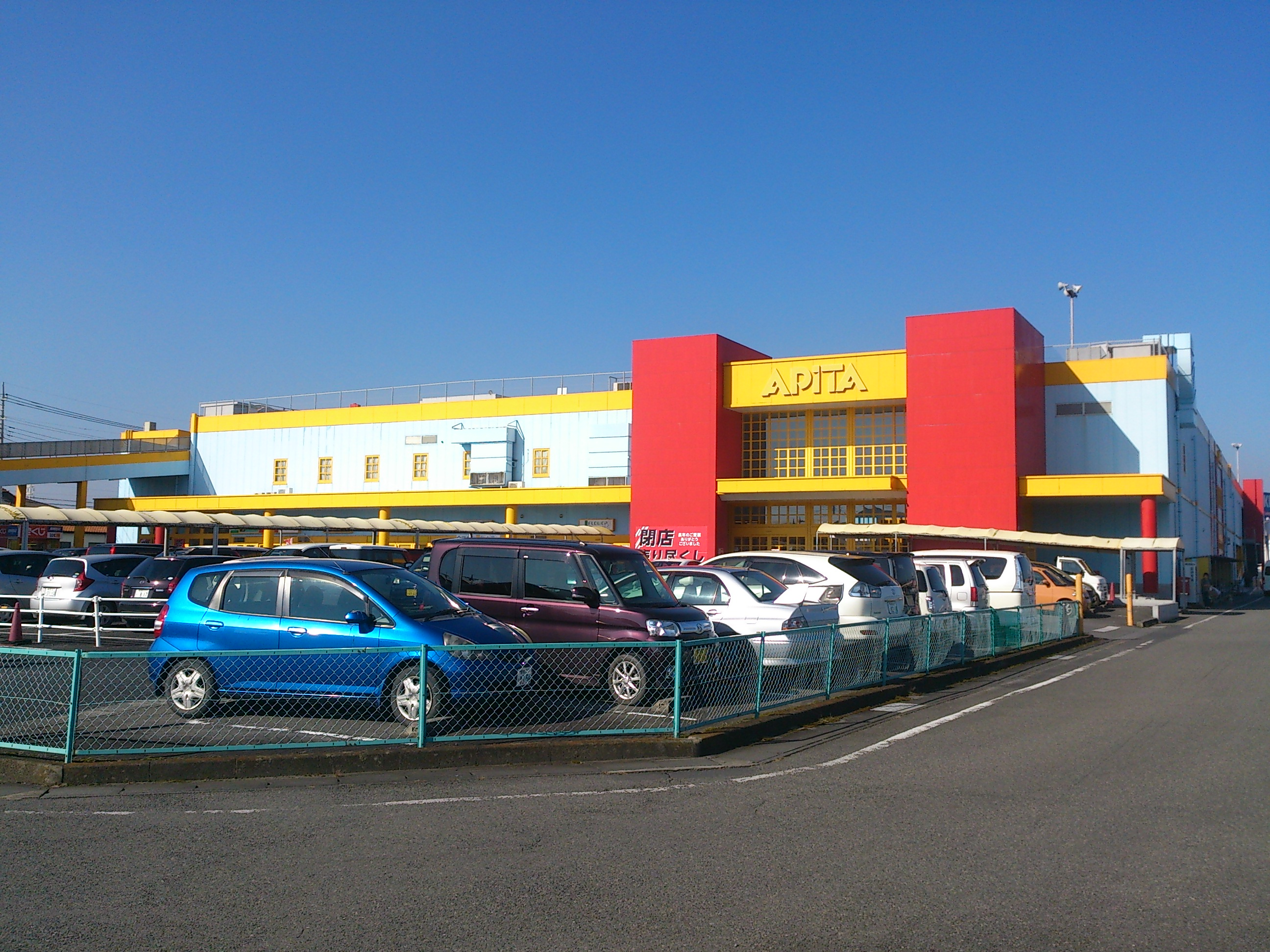
旧アピタ笠懸店
（閉店。現在はフレッセイ笠懸店）

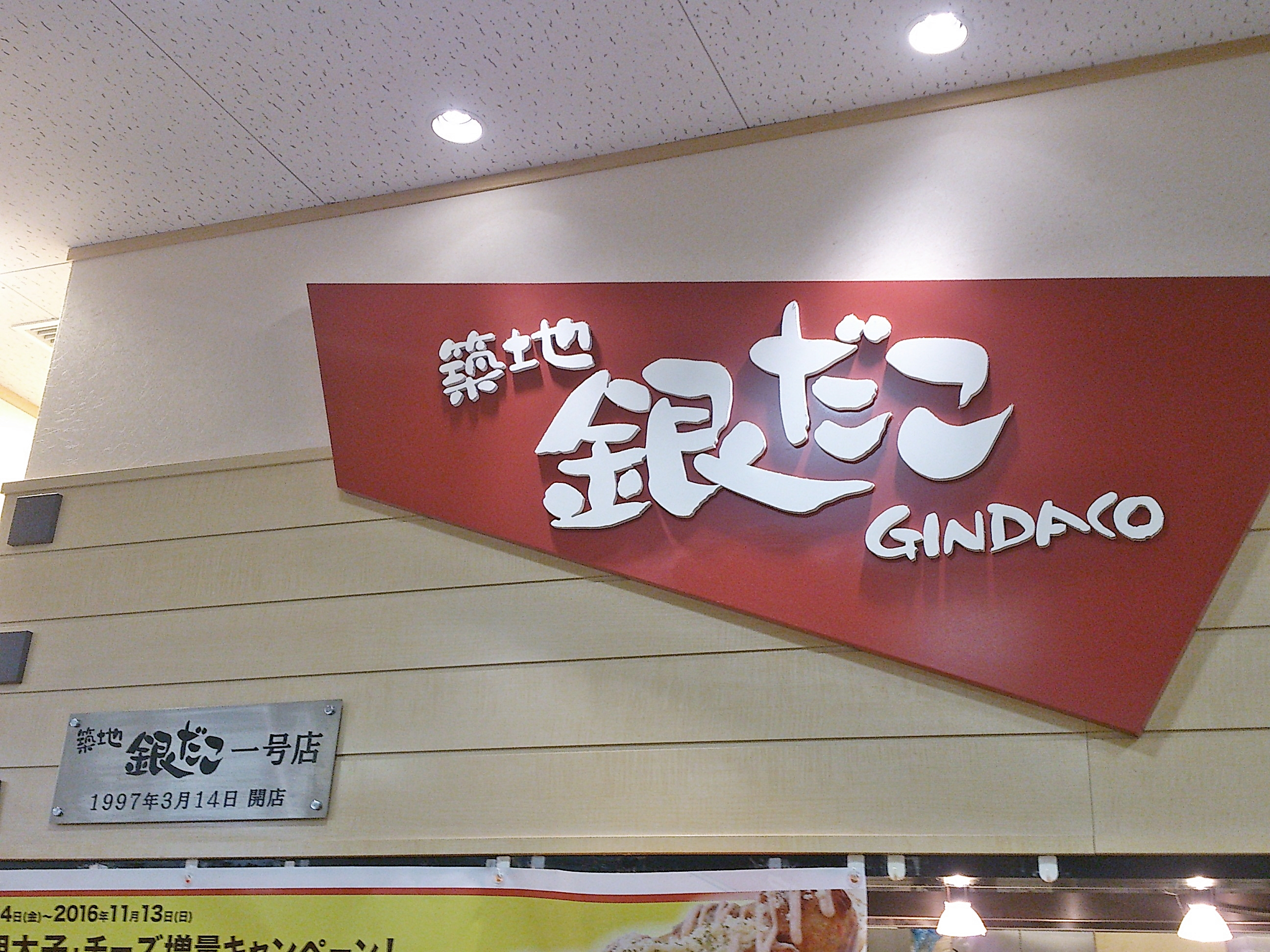
築地銀だこ1号店

1997年（平成9年）、佐瀬守男が、群馬県新田郡笠懸町（現：みどり市）の総合スーパー・アピタ笠懸店（2017年2月19日閉店）のテナントとして「築地銀だこ」を創業。
製造工程をガラス張りのオープンキッチンにした「実演販売に適した店舗」、冷凍タコを使用せず冷蔵タコを使用した新鮮な食材と、トッピング具材のこだわりなどで繁盛した。1998年（平成10年）に、東京都中野区の中野サンモール商店街に路面店を開店した。マスコミで報道されるとショッピングセンターやスーパーから出店を要請され、直営とフランチャイズ方式で日本全国各地に出店して急成長した。
2011年（平成23年）7月、東日本大震災の被災地復興支援を目的に、宮城県石巻市にトレーラーハウスタイプの商店街「ホット横丁石巻」を開設。同年12月、登記上の本店を群馬県桐生市から石巻市（この商店街の隣接地に借りた事務所のある建物）へ移転し、継続的な復興支援を展開するため「被災地支援1000日プロジェクト」を立ち上げた（ただし旧本社所在地には工場や物流機能を残した）。同プロジェクトでは石巻市にタコの加工工場の建設計画を進めるほか、工場や店舗の従業員を約100人地元から雇用し、将来的に事業拡大を進めていくほか、産学協働の一環として2012年に宮城大学と包括提携を結び、石巻のタコ養殖に向けた事業計画を推進した。登記上の石巻市への社屋移転はこれら被災地の復興と雇用促進を目的としたものだが、これが一段落ついたところで、2014年（平成26年）1月1日付で登記上の本店を東京都中央区へ再移転。「築地銀だこ」のほか、たい焼き店「薄皮たい焼 銀のあん」、天ぷら店「天ぷら専門店 日本橋からり」、焼き鳥店「やきとりのほっと屋」の企画開発・店舗経営を行う。
2014年（平成26年）1月8日、コールド・ストーン・クリーマリージャパンの全株式を取得して完全子会社とした。
2014年（平成26年）6月、『ザ・コーヒービーン & ティーリーフ』(e Coffee Bean & Tea Leaf) を日本で展開するため「株式会社ホットランド」と「イオンモール」の合弁会社である「L.A.Style」を設立した。「ザ・コーヒービーン & ティーリーフ南青山店」は2016年4月に開店し、同年8月末に閉店した。
また2014年（平成26年）9月には東証マザーズ上場を果たし、翌2015年（平成27年）には東証一部への上場を果たした。
2016年（平成28年）4月21日、神奈川県藤沢市に「キッシュヨロイヅカ江ノ島店」開業 した。株式会社ホットランドと鎧塚俊彦が代表取締役を務める「サンセリーテ」の合弁会社「株式会社1016」が経営し、出資額が上回るホットランドが運営し、鎧塚は主に商品を開発している。
「キッシュヨロイヅカ」は、2016年7月1日に東武百貨店池袋店、同年9月16日に渋谷ヒカリエにそれぞれ出店し、同年10月16日には「ザ・コーヒービーン & ティーリーフ南青山店」の跡地に「キッシュヨロイヅカ」を出店している。店舗により、カレーライスやハンバーグプレートなどのランチメニュー、呑み放題コース、ビアガーデンなどがあり、株式会社ホットランドがキッシュ以外のメニューを主導的に開発している。
「La Quiche produced by Yoroizuka」は、2016年10月28日に1号店を新宿アルタ前に開店した。低価格でキッシュを提供し、同年12月5日にアトレ大船、翌2017年2月に町田マルイ店、イオン岡崎南店、3月に佐野プレミアムアウトレット店でそれぞれ開店した。2017年4月には「キッシュヨロイヅカ江ノ島店」の屋号を「La Quiche」に変更してメニューやサービスはホットランドが主導している。
2016年12月1日に、完全子会社の株式会社1016から飲食事業を完全に譲受し、株式会社1016が経営していた「Quiche Yoroizuka」とデセールレストラン「TOSHI STYLE」は株式会社ホットランドの運営となり、株式会社1016は2017年6月1日に株式会社ホットランドへ吸収合併された。
株式会社ホットランドが運営していた「やきとりのほっと屋」は、2016年12月28日に新設分割した株式会社ほっと屋へ移管した上で、株式会社ほっと屋の全株式を埼玉県で「築地銀だこ」をフランチャイズ展開する株式会社タコ・プランニングへ譲渡した。
2018年10月1日に、お好み焼店「ごっつい」を展開する株式会社アイテムの全株式を取得して完全子会社とした。
2023年12月7日、「カラオケまねきねこ」を展開するコシダカホールディングスとの資本業務提携を発表。アミューズメントや飲食分野での連携を深め、コシダカが展開するカラオケ店などでホットランドの冷凍たこ焼きを販売するほか、相互送客や海外で共同事業を進めていくことを狙い、互いの株式3億円相当（0.35～0.7％程度）を持ち合うとした。
2024年5月21日、MLB・ロサンゼルス・ドジャースとプラウド・パートナーの複数年契約を結んだと発表。
2025年4月1日付で持株会社制に移行。株式会社ホットランドは株式会社ホットランドホールディングスに商号変更された。同時に東日本エリアにおける築地銀だこの店舗運営は株式会社ホットランド東日本が会社分割により継承した他、近畿・北陸エリアにおいて築地銀だこの店舗運営を行っている株式会社ホットランド大阪を株式会社ホットランド西日本に商号変更した上で、東海・中四国・九州エリアにおける築地銀だこの店舗運営をホットランドから会社分割により移管を受けた。同日以降における築地銀だこの店舗運営は、ホットランド東日本とホットランド西日本の2社による運営となった。

## 店名の由来
2007年（平成19年）2月11日放送分『がっちりマンデー!!』(TBS) で、ホットランド社長（当時）が「築地銀だこ」の店名の由来を、「魚河岸の活気」「新鮮な素材」から「築地」、銀座へ出店する夢から「銀」、と語った。「築地」は、創業者で社長の佐瀬守男が日々出かけ、築地の業者から食材を仕入れたことにも由来する。
なお、銀座へは1999年（平成11年）9月に出店した が、2013年（平成25年）に閉店し、2016年（平成28年）12月に「銀座一丁目店」「銀座七丁目花椿通り店」をそれぞれ開店した。築地へは2002年（平成14年）前後に築地市場で開店したが閉店し、2017年（平成29年）6月に築地4丁目で「築地本店」を開店した。
本店は、銀座本店があった頃は銀座、シンボル店が中野であったが、2017年6月以降は築地本店が本店の位置づけとされている。

## 商品

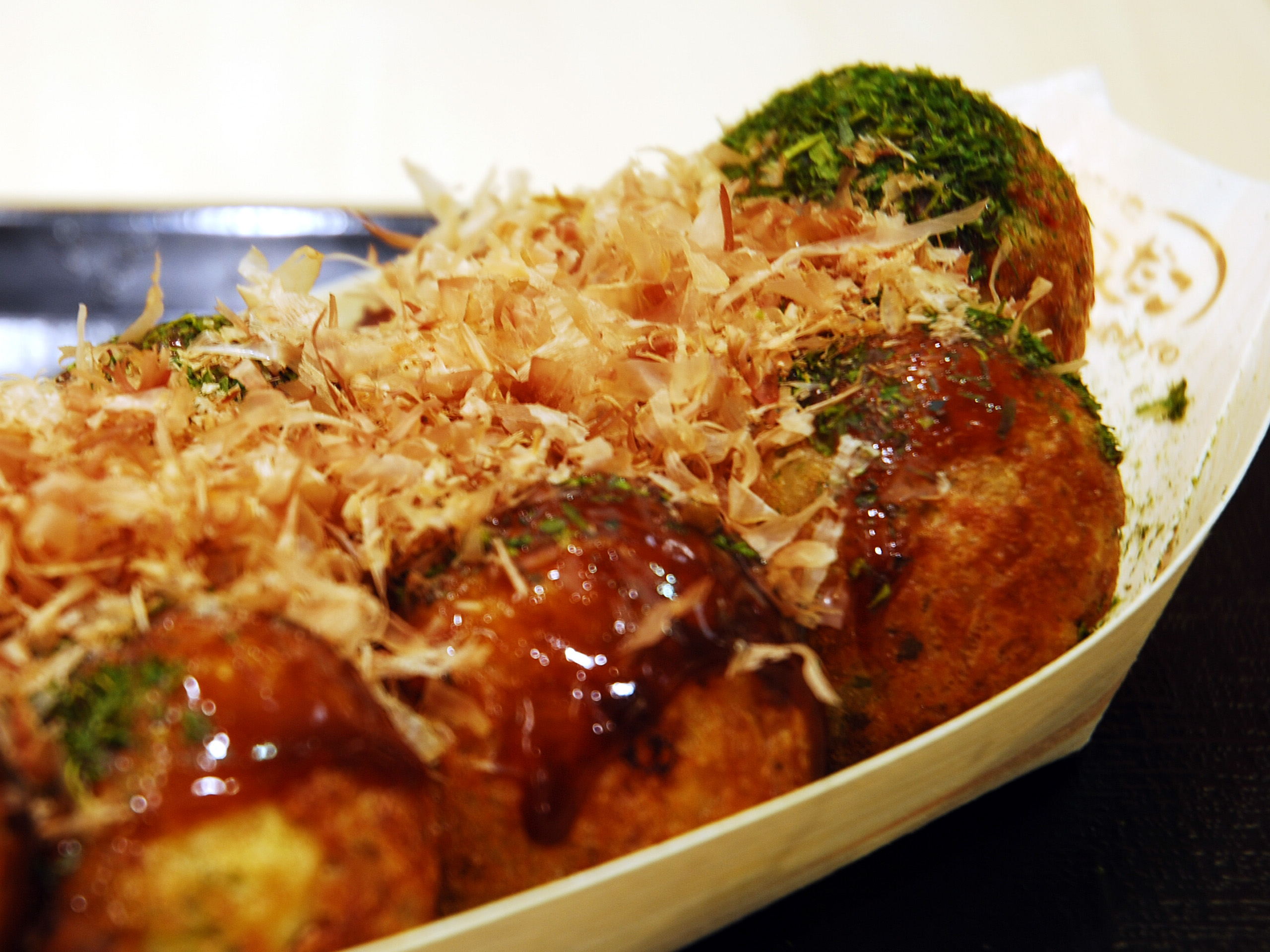
「築地銀だこ」のたこ焼き

自社工場で、素材加工・ソース・マヨネーズなどを自社一貫体制で製造し、品質の良いタコを安定供給するために調達会社を設立して世界各国から仕入れている。
「築地銀だこ」のたこ焼きは「外はパリッと、中はトロッと」した食感が特徴となっている。外のパリパリ感は、焼き上げ後にコレステロールゼロのサラダ油をかけて揚げることで実現しており、この調理法は創業者で社長の佐瀬守男が北京ダックの作り方からヒントを得て開発した。
また、年間を通じて季節に合わせた期間限定メニューがある。

## 店舗

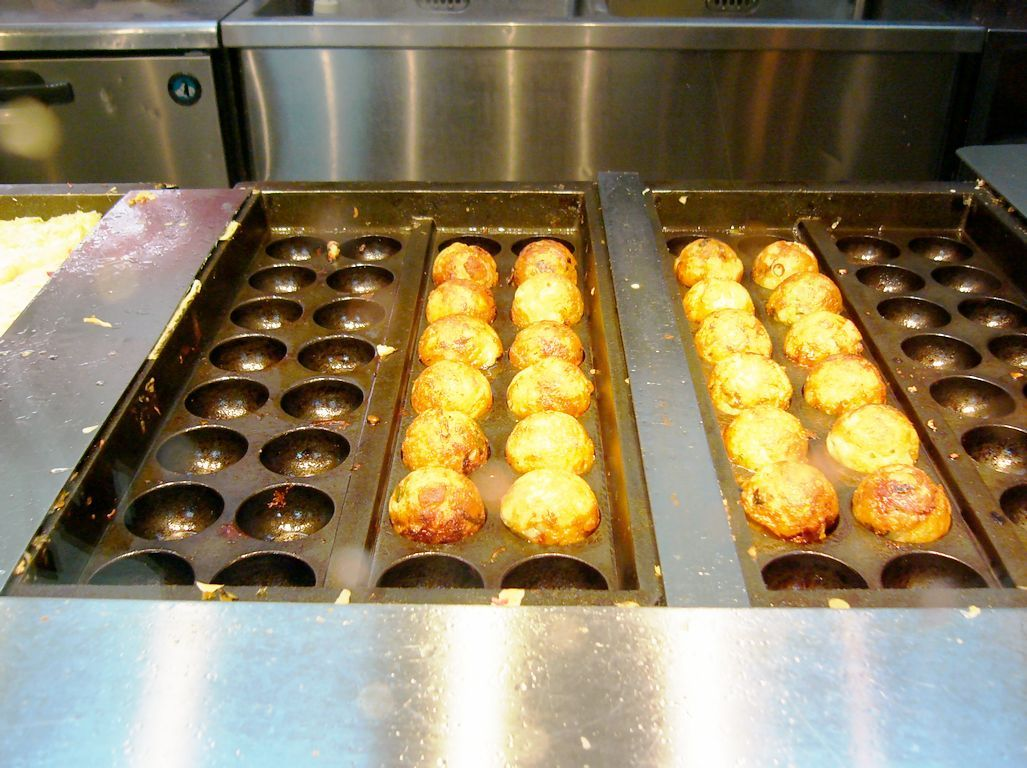
築地銀だこの厨房

日本国外へも進出し、2004年（平成16年）に国外進出1号店として、香港にUNY香港店がオープンした。そのほか、上海、台湾、タイ、シンガポール、マレーシア、インドネシア、アメリカ合衆国などで店舗を展開している。2025年5月現在、山陰2県には店舗がない。このうち島根県には銀だこではない別業態の店舗が1店舗あり、ホットランドグループの店舗が全くないのは鳥取県のみとなっている。

### THE GINDACO
「THE GINDACO」は、ホットランドが運営するたこ焼き店舗の業態の一つである。商品や価格は基本的に「築地銀だこ」と同じであるが、個数は4個と8個の2種類がある。「NEW TYPE TAKOYAKI」というスローガンで、オリジナルメニューも展開する。夜間はハイボールを提供する「銀だこハイボール酒場」として営業する店舗もある。

### 銀だこハイボール酒場
「銀だこハイボール酒場」と「銀だこハイボール横丁」は、たこ焼きをつまみにハイボールを飲むというスタイルの居酒屋的業態である。2009年（平成21年）にサントリーとのコラボレーションで、東京都新宿区歌舞伎町に1号店をオープンした。ただし、ハイボールを提供するのは夕方17時以降からで、昼間は「築地銀だこ」として営業し、夕方以降も「築地銀だこ」としてのメニューは用意されている。

## ポイント・スタンプカード

### スタンプカード
各種たこ焼き1舟購入者にスタンプカード1枚配布、スタンプ1個を押す。「毎月8のつく日はWスタンプデー」として、8日・18日・28日に購入の利用者は2つスタンプするのキャンペーンを実施する。スタンプカードは赤カードからスタートする、3種類ランクアップ会員制度になっている。
2025年3月25日、スマートフォンアプリの「デジタルスタンプカード」を同月31日から開始するのに伴い、同年12月31日（予定）で紙のスタンプカード新規発行を終了、2026年11月30日（予定）で紙のスタンプカードへの押印及びデジタルスタンプカードへの移行手続きを終了することを発表した。
- 赤カード
  - スタンプが20個貯まると8個入りたこ焼きと交換し、銀カードにランクアップ。期限はなし。たこ焼きの交換の際差額を払えば、8個入りチーズ明太子などの他の種類のたこ焼きとも交換可能。6個入りであれば、差額を払わずに他の種類のものとも交換できる。
- 銀カード
  - スタンプが12個貯まると8個入りたこ焼きと交換し、3回クリアでゴールドカードにランクアップ。かつては発行日から1年間のみ有効で、期限内にすべて貯まらないとそのカードは以後無効となり、来店時に「赤カード」に格下げされることとなっていたが、2009年（平成21年）になって有効期限が廃止された[26]。既存のカードは次回来店時に有効期限が消去される（2009年（平成21年）7月以降に実施されているが、本件についての詳しいリリースは行われていない）。
- ゴールドカード
  - スタンプが10個貯まると8個入りたこ焼きと交換し、4回クリアでゴールドカード更新。2009年（平成21年）以降、銀カード同様に有効期限はなくなったが、それ以前は発行日から1年間のみ有効で、期限内にすべて貯まらないとそのカードは以後無効となり、来店時に「銀カード」に格下げられることとなっていた。

### ポイントカード
楽天ペイメントとの提携により、2019年10月1日から楽天ポイントカードを導入していたが、2024年9月30日に楽天ポイントカードの取り扱いを終了した。

## タイアップ
- ジャパンフリトレー株式会社とのタイアップにより、スナック菓子「築地銀だこ」(80g) シリーズを2001年（平成13年）8月より販売開始し2003年（平成15年）1月まで、6種類の「築地銀だこシリーズ」が発売された。
- TBSで放送されていた『オビラジR』と、創業10周年を記念し、たこ焼きの新メニューを共同開発、みたらし味のたこ焼き「みたらじ」が2007年（平成19年）3月18日から日本全国の築地銀だこ店で発売されていた。
- アーケードゲーム『のーコネパズル たころん』のゲーム内で築地銀だこのCM風デモが収録され、『たころん』をコンシューマーゲームに移植したWii用ソフトの『しゃるうぃ〜☆たころん』では銀だこのマスコットキャラクターである「たこぼー」などがゲームに登場する。
- 『シルシルミシル』（テレビ朝日）2010年（平成22年）1月13日放送分において「銀だこ×シルシルミシルキャンペーン」が告知され、同年1月14日から1月17日まで一部店舗を除き「たこ焼き（8個入り）全品100円引き」で販売するキャンペーンを実施した[24]。
- 2010年（平成22年）3月7日・3月14日放送分『ダウンタウンのガキの使いやあらへんで!!』（日本テレビ、地域により放送日時が異なる）にて「銀だこ東京23区37店舗食べきれば100万円!」の企画が実施され、その記念キャンペーンとして、各地域の放送翌日から同年4月18日まで一部店舗を除きたこ焼き購入者に配布される数量限定クーポン券で「たこ焼き一舟8個どれでも50円引き」を実施した[29]。
- 2011年（平成23年）4月5日放送分の『さしこのくせに』(TBS) では、指原莉乃（元AKB48、HKT48）が築地銀だこの店舗で、1日アルバイトをする企画があった。

### 西武ドームでのファン参加型イベント
西武ドームにおいて埼玉西武ライオンズが主催する土日祝日と交流戦の全試合計35試合で、「BIG BALL GAME〜まんまるな幸せ〜」と題したファンイベントを開催している。これは客の中から選ばれた2名がグラウンドで巨大なたこ焼にみたてた大玉を転がしゴールを目指すというもので見事時間内にゴールにたどり着けば球場内にある築地銀だこの店で、たこ焼を買うともれなく、次回から使える「たこ焼100円引きクーポン券」をプレゼントするというもので大型スクリーンにたこ焼玉を転がす様子と残り時間表示が映し出される。

### その他スポーツクラブの協賛事業
- 2022年、群馬県の桐生第一高等学校サッカー部とパートナーシップを結び、高円宮杯 JFA U-18サッカープレミアリーグ 2022（イーストカンファレンス）に参加するにあたり、当チェーンのロゴを入れたユニフォームをまとって試合を行う[30]。
- 2024年5月20日（日本時間5月21日）、ロサンゼルス・ドジャースとの間で「プラウド・パートナー」の複数年の契約締結を発表[31]。同年からドジャースの本拠地であるドジャー・スタジアムに出店し、たこ焼き6個入り13.99ドル（約2,170円）で販売している[32]。

## テレビ番組
- 日経スペシャル カンブリア宮殿「学歴とは無縁、踏みつけられても決して負けない"雑草集団"の男たちは日本一のタコヤキ集団をつくり上げた! その力は東北の被災地でも大活躍! スピード＆パワーの「雑草経営」を見よ!」（2012年3月8日、テレビ東京）[33]

## CM
- 2012年8月1日より、ファッションモデルのローラをCMキャラクターに採用。